# هوغو بلاشكه
هوغو يوهانس بلاشكه (14 نوفمبر 1881 - 6 ديسمبر 1959) كان طبيب أسنان ألماني معروف بكونه طبيب الأسنان الشخصي لأدولف هتلر من عام 1933 إلى أبريل 1945 وبكونه كبير أطباء الأسنان في طاقم هاينرش هيملر قائد القوات الخاصة النازية.

## الحياة
ولد بلاشكه في نويشتات في بروسيا الغربية. ودرس طب الأسنان في برلين، وكذلك في جامعة بنسلفانيا. تدرب كطبيب أسنان في لندن وافتتح عيادته الخاصة في أواخر عام 1911. خلال الحرب العالمية الأولى، عمل كطبيب أسنان عسكري في فرانكفورت/أودر وفي برلين. وبعد انتهاء الحرب، عاد إلى عمله الخاص في برلين. بعدما عالج هيرمان غورينغ في عام 1930، بدأ بلاشكه في رؤية كبار القادة النازيين الآخرين لإجراء علاجات طب الأسنان. ثم انضم بلاشكه إلى الحزب النازي في 1 فبراير 1931. أوصى به غورينغ لهتلر في عام 1933. وبعد علاجاته الناجحة، أصبح بلاشكه طبيب أسنان هتلر الشخصي. بالإضافة إلى هتلر، قام أيضًا بعلاج إيفا براون، يوزف غوبلز، وهاينرش هيملر. انضم إلى الأس أس قوات الامن الخاصة في 1 مايو 1935 وتم تعيينه رئيسًا لأطباء الأسنان فيها في 31 أغسطس 1943. تمت ترقيته إلى رتبة أس أس بريغيجاديه فوهرر في 9 نوفمبر 1944.
في عام 1945، مع اقتراب نهاية ألمانيا النازية، رافق بلاشكه هتلر إلى مستشارية الرايخ في برلين وقبو الفوهرر. بينما كان الجيش الأحمر يقترب من برلين، في 20 أبريل، أمر هتلر بلاشكه، ألبيرت بورمان، الأدميرال كارل يسكو فون بوتكامير، الدكتور ثيودور موريل، السيكرتيرات كريستا شرودر، يوهانا وولف، والعديد من الموظفين الآخرين بمغادرة برلين بالطائرات والتوجه الى أوبيرسالزبرج. طارت المجموعة من برلين في رحلات مختلفة بطائرات "Fliegerstaffel des Führers" المسؤول عنها هانز باور خلال الأيام الثلاثة التالية.

### بعد الحرب
في أوائل شهر مايو، أسر جنود الجيش الأحمر السوفييتي مساعدة بلاشكه لطب الأسنان، كاثي هيوزرمان ومساعده الفني فريتز إيشتمان. قدمت هيوزرمان وصفًا تفصيليًا لجسور الأسنان الخاصة بهتلر وإيفا براون ورسمت رسومات لهم. بعد ذلك، تم عرض بقايا الأسنان التي تم العثور عليها خارج مخبأ الفوهرر على هيوزرمان وإيشتمان بشكل منفصل، وأكدا أنها فعلًا بقايا الأسنان لهتلر وبراون. ثم أمضى كلاهما سنوات في السجون السوفيتية.
اعتقلت قوات الجيش الأمريكي بلاشكه في النمسا في 20 مايو 1945. تم استجوابه من قبل الأمريكيين بعد الحرب بشأن معالجة أسنان هتلر، كجزء من الجهود المبذولة للتعرف على رفات هتلر. بعد إطلاق سراحه في ديسمبر 1948، مارس بلاشكه طب الأسنان في نورنبرغ. أعاد بناء سجلات أسنان مارتن بورمان بالإعتماد على ذاكرته، وأُستخدمت لاحقًا للتعرف على بقايا الهيكل العظمي لبورمان، والتي تم اكتشافها في برلين عام 1972. توفي بلاشكه في نورنبرغ عام 1959. ودفن في مقبرة القديس بطرس في نورنبرغ.

### الملاحظات
1. ↑  وفقاً لوثيقة للمخابرات العسكرية الأمريكية، فقد تم القبض عليه في سالزبورغ في 28 مايو.[11]

### الإقتباسات
1. 1 2  Dienstaltersliste der Schutzstaffel der NSDAP, Stand vom 1. Dezember 1936 (بالألمانية), 1. Dezember 1936, OCLC:6792109, QID:Q63098423 {{استشهاد}}: تحقق من التاريخ في: |publication-date= (help)
2. 1 2 3 4 5  Nuremberg Trials Project (بالإنجليزية), QID:Q78909371
3. 1 2 3 4  Joachimsthaler 1999، صفحة 297.
4. 1 2 3  Joachimsthaler 1999، صفحة 228.
5. ↑  Kershaw 2008، صفحة 958.
6. ↑  Joachimsthaler 1999، صفحات 228, 297.
7. ↑  Joachimsthaler 1999، صفحة 98.
8. 1 2  Joachimsthaler 1999، صفحة 226.
9. ↑  Joachimsthaler 1999، صفحات 231–235.
10. ↑  Joachimsthaler 1999، صفحات 99, 207, 299, 303.
11. ↑  0I Final Interrogation Report (0I - FIR) No. 31 (PDF)، United States Forces European Theater Military Intelligence، 5 فبراير 1946، ص. 15، مؤرشف من الأصل (PDF) في 2022-08-12
12. ↑  Lang 1979، صفحة 432.

## روابط خارجية
- Riaud، Xavier (ديسمبر 2006). "Story of three SS dentists during World War II: Pr Hugo Blaschke, Dr Hermann Pook and Dr Willy Frank". Vesalius: Acta Internationales Historiae Medicinae. ج. 12 ع. 2: 79–93. ISSN:1373-4857. PMID:17575817. مؤرشف من الأصل في 2023-05-11 – عبر ببمد.